# The Golden Gate Quartet
The Golden Gate Quartet is met wisselende zangers een van de bekendste en meest succesvolle vertolkers van gospelmuziek in de Verenigde Staten. Het Golden Gate Quartet werd opgericht in 1934 in Norfolk (Virginia) als Golden Gate Jubilee Singers. Het heeft zijn huidige naam sinds 1941.

## Bezetting
De oprichters waren de studenten A.C. 'Eddie' Griffin, Robert 'Peg' Ford, Henry Owens en Willie Johnson. Kenmerkend voor de groep, die sinds 1941 zijn huidige naam heeft en nog steeds actief is, is een aanzienlijk bezettingsverloop: Griffin en Ford werden in 1935 vervangen door William Langford en Orlandus Wilson en in 1938 Langford door Clyde Riddick. In 1948 verhuisde Johnson naar The Jubalaires, Owen verliet uiteindelijk de groep om predikant en soloartiest te worden. Maar ook in de periode erna werden er herhaaldelijk afspraken gemaakt, omdat individuele bandleden overstapten naar andere groepen, met pensioen gingen wegens leeftijd of overleden. Tegenwoordig (gegevens 2020) bestaat het kwartet uit Paul Brembly (bariton), Clyde Wright (tenor), Frank Davis (tenor) en Anthony Gordon (bas).
Vooral groepslid Orlandus Wilson, die van 1935 tot 1998 als bassist, manager en arrangeur tot het Golden Gate Quartet behoorde, had veel invloed. Golden Gate Gospel Train werd toegevoegd aan Wireliste The Wire's "100 Records That Set The World On Fire (While No One Was Listening)" van The Wire. De allereerste experimentele formatie, in 1932 nog steeds Golden Gate Jubilee Singers genoemd, bestond uit Eddie Griffin (bas), Willie Johnson (bariton, moderator), Henry Owens (2e tenor en vocale allrounder) en Clyde Riddick (1e tenor). Pas in 1934 werd het ensemble gevormd met Orlandus Wilson (bas), Willie Johnson (bariton), Henry Owens (2e tenor) en William Langford (1e tenor). De zanger en toneelkomiek Clyde Riddick, die op 9 oktober 1999 in Keulen overleed, kreeg van 1939 tot 1995 een vaste plek.

## Geschiedenis
De groep ontving zijn eerste lauweren in het radioprogramma van Columbia (South Carolina) tijdens de jaren 1930. De nationale doorbraak kwam in 1938 bij de beroemde jazzrevue From Spirituals to Swing van John Hammond in de Carnegie Hall. Als gevolg hiervan verschenen de vier in de Verenigde Staten in het radioprogramma en in de jazzclub Café Society. Toen ze in 1941 aan de muzikale begeleiding van de inauguratie van president Roosevelt meewerkten, waren ze de eerste zwarte muziekgroep die optraden in de DAR Constitution Hall in Washington D.C.. In hetzelfde jaar brachten ze hun eerste plaat uit en maakten ze de eerste buitenlandse tournee die hun naar Mexico bracht. De populariteit van de groep bleef onverminderd bestaan tijdens de Tweede Wereldoorlog, waaraan ook oorlogsliederen als Stalin Wasn't Stalling hebben bijgedragen. Gedurende deze tijd verscheen ze ook in verschillende Hollywood-films, zoals Star Spangled Rhythm, Hit Parade of 1943 en Hollywood Canteen.
Na de oorlog kon het Golden Gate Quartet zijn dominante positie op het gebied van het evangelie niet behouden, maar moest het zijn bekendheid delen met nieuwe groepen als The Soul Stirrers, die soms beter inspeelden op de veranderende smaak van die tijd. Niet in de laatste plaats keerde het kwartet zich grotendeels af van de Verenigde Staten en maakte het talrijke buitenlandse reizen naar Canada, verschillende Europese landen, het Midden-Oosten en Japan. Daar verscheen het soms samen met sterren uit de gastlanden, zoals Gilbert Bécaud, Jacques Brel en Heino, met wie het kwartet Schwarzbraun ist die Haselnuss in het Duits zong. Bij deze gelegenheid verscheen het kwartet als eregasten tijdens Heino's voorlopige afscheidstournee in 2005. In 1981 speelde het Golden Gate Quartet in de Lourdes-basiliek voor 2500 mensen - nog eens 20.000 waren niet toegelaten. In 1990 slaagde Bordeaux er zelfs in een auditorium van 100.000 mensen te verzamelen. Pas in 1994 trad de groep voor het eerst op in hun thuisland de Verenigde Staten.
Het Golden Gate Quartet heeft een breed scala aan stijlen, van Owens melancholische stijl in nummers als Anyhow of Hush, Somebody’s Calling My Name tot zeer gesyncopeerde arrangementen zoals Shadrach, Meshach en Abendigo. Vaak werkten ze ook met speciale stemeffecten, waarmee ze treingeluiden imiteerden in nummers als Golden Gate Gospel Train. Langfords zang, die afwisselend bariton en falset afwisselt, stond vaak in contrast met de syncopen van Johnson, die het handelsmerk van de groep zouden worden. Tot de meest succesvolle gospels van het Golden Gate Quartet behoren o.a. Swing Low, Sweet Chariot, Joshua Fit the Battle of Jericho, Ezekiel Saw the Wheel, Go Moses, When the Saints Go Marching In, Nobody Knows the Trouble I’ve Seen en Rock My Soul. Uit het bereik van wereldse liedjes worden On the Sunny Side of the Street en If I Had a Hammer genoemd.